# Eugene Rhuggenaath
Eugene Rhuggenaath (ur. 4 lutego 1970 na Curaçao) – polityk i menedżer z Curaçao, premier od 29 maja 2017 z ramienia Partido Antiá Restrukturá.
Studiował zarządzanie przedsiębiorstwem na Uniwersytecie Miami i podyplomowo na Uniwersytecie Erazma w Rotterdamie. Od 2003 do grudnia 2009 zasiadał w radzie wyspy z ramienia PAR, od czerwca 2004 do lipca 2005 i od marca do grudnia 2006 pełnił także funkcję komisarza ds. finansowych, gdy Curaçao było terytorium niezależnym. Po tym, jak skonfliktował się z kierownictwem partii, przeszedł do sektora prywatnego i odszedł z partii.
Powrócił do ugrupowania w 2015, zostając ministrem rozwoju ekonomicznego w rządzie Bernarda Whitemana. W 2016 znalazł się w składzie koalicyjnego rządu Hensleya Koeimana z Partido MAN na analogicznym stanowisku. Wskutek upadku rządu w kwietniu 2017 roku przeprowadzono przedterminowe wybory, w których wystartował Rhuggenaath. PAR uzyskała 6 z 21 mandatów i stworzyła koalicyjny rząd składający się z PAR, MAN i PIN pod przywództwem Rhuggenaatha jako szefa partii. Został zaprzysiężony na funkcję szefa rządu 29 maja 2017.